# Leuciris amplimargo
Leuciris amplimargo är en fjärilsart som beskrevs av W. Warren 1909. Leuciris amplimargo ingår i släktet Leuciris och familjen mätare. Inga underarter finns listade i Catalogue of Life.